# TWIN SIGNAL
《TWIN SIGNAL》（日语：ツインシグナル），是日本漫畫家大清水さち的漫畫作品，原本在艾尼克斯《月刊少年GANGAN》連載，後移籍《月刊GFantasy》並從1992年12月號開始到2001年12月號連載結束，單行本全19卷。改編衍生作品有OVA、小說、廣播劇CD等。原作文庫版由朝日Sonorama發行，全11卷，重新繪製封面。原作台灣中文版由大然文化代理，OVA台灣中文字幕版VCD由新潮社有限公司代理。外傳漫畫《咒詛電腦神》（TWIN SIGNAL外伝 呪われし電脳神）於艾尼克斯《月刊GANGAN WING》連載結束，單行本全2卷，台灣中文版由大然文化代理。
除官方商品外，大清水さち與小說版作者北条風奈曾經合組同人社團發行官方BL同人誌。

## 出版書籍

### 漫畫
- TWIN SIGNAL（全19卷、艾尼克斯刊行）
- （全2卷、艾尼克斯刊行）
- TWIN SIGNAL（文庫版全11卷、朝日Sonorama刊行）

### 小說
作者：北条風奈
- TWIN SIGNAL Vol.1
- TWIN SIGNAL Vol.2
- TWIN SIGNAL Vol.3
- TWIN SIGNAL Vol.4
- TWIN SIGNAL Vol.5
- TWIN SIGNAL Vol.6
- TWIN SIGNAL Vol.7
- TWIN SIGNAL Vol.8
- TWIN SIGNAL Vol.9
- TWIN SIGNAL Vol.10

## 多媒體產品

### 少年GANGAN Comic CD Collection
- TWIN SIGNAL ［VS PULSE］
- TWIN SIGNAL Vol.2 ［］
- TWIN SIGNAL Vol.3 ［］
- TWIN SIGNAL Vol.4 ［］
- TWIN SIGNAL Vol.5 ［］

### CD
- TWIN SIGNAL -SOUND THEATER-

除了在ラジオガンガン上放送的廣播劇外、也有收錄由大清水さち負責原案的。
- TWIN SIGNAL -THE ORIGINAL SOUNDTRACK-

## 動畫
OVA全3話發行。
配音員
- 音井信彦：松本梨香；蔡惠萍
- シグナル：結城比呂；郭志權
- ちび：大谷育江；黃鳳英
- 音井信之介：大塚明夫；盧國權
- クリス・サイン：天野由梨；鄭麗麗
- エララ：白鳥由里；梁少霞
- 真城巡査：森川智之；張炳強
- への3号：草地章江
- 音井正信：二又一成；鄺樹培
- 音井みのる：西原久美子；盧素娟
- 梅小路星麻呂：西川幾雄；源家祥
- A助：小野坂昌也；何國星
- B助：鯨；馮錦堂
- フラッグ：豐島雅美；雷碧娜
- パルス：子安武人；蘇強文

製作團隊
- 原作 - 大清水さち
- 監督 - 曾我部孝
- 腳本 - 山下久仁明
- 人物設計、總作畫監督 - 佐佐木敏子
- 美術監督 - 加藤浩
- 色彩設計 - 木村早苗
- 攝影監督 - 宇津畑隆
- 音響監督 - 千葉繁
- 音樂 - 鈴木豪
- 製作人 - 林美千代、五十嵐智之
- 協力製作 - 東京KIDS（日语：東京キッズ）
- 製作 - 西國晃、藤家和正
- 製作、著作 - 東京電視台、日本索尼音樂娛樂

主題曲
片頭曲「Truth」
作詞 - 別所悠二 / 作曲・編曲 - 松ヶ下宏之 / 歌 - Bluem of Youth
片尾曲「なんとかなるよ」
作詞 - 只野菜摘 / 作曲・編曲 - ZAKI / 歌 - 草地章江

## 外部連結
- TWIN SIGNAL（動畫）在動畫新聞網百科全書中的資料（英文）